# Пол Ричардс
Пол Уилям Ричардс (на английски: Paul William Richards) е американски инженер и астронавт от НАСА, участник в космически полет.

## Образование
Пол Ричардс завършва колежа Dunmore High School в Пенсилвания през 1982 г. През 1987 г. получава бакалавърска степен по нженерна механика от Университета Дрексел, Филаделфия, Пенсилвания. През 1991 г. става магистър по същата специалност в Университета Колидж Парк, Мериленд.

## Служба в НАСА
На 1 май 1996 г., Пол Ричардс е избран за астронавт от НАСА, Астронавтска група №16. Взема участие в един космически полет. Има в актива си една космическа разходка с продължителност 6 часа и 21 минути.

### Космически полет
| Космически полет на Пол Уилям Ричардс                            | Космически полет на Пол Уилям Ричардс | Космически полет на Пол Уилям Ричардс | Космически полет на Пол Уилям Ричардс | Космически полет на Пол Уилям Ричардс | Космически полет на Пол Уилям Ричардс  | Космически полет на Пол Уилям Ричардс |
| №                                                                | Дата                                  | КК                                    | Емблема на мисията                    | Функции                               | Продължителност                        |                                       |
| ---------------------------------------------------------------- | ------------------------------------- | ------------------------------------- | ------------------------------------- | ------------------------------------- | -------------------------------------- | ------------------------------------- |
| 1                                                                | 8 март 2001                           | „Дискавъри“, мисия STS-102            |                                       | Специалист на мисията                 | 12 денонощия 19 часа 51 минути 57 сек. |                                       |
| Сумарно време в космоса – 12 денонощия 19 часа 51 минути 57 сек. |                                       |                                       |                                       |                                       |                                        |                                       |

## Награди
- Медал на НАСА за изключителни постижения.